# Arnéguy
Arnéguy é uma comuna francesa na região administrativa da Nova Aquitânia, no departamento dos Pirenéus Atlânticos. Estende-se por uma área de 20,93 km². Em 2010 a comuna tinha 240 habitantes (densidade: 11,5 hab./km²).